# Portail européen sur la mobilité de l'emploi
Le portail européen sur la mobilité de l'emploi (EURES, de l'anglais European employment services) est un site de l'Union européenne dépendant du portail web Europa. La Commission européenne coordonne l'ensemble du portail et des services EURES.
L'objectif du portail est de faciliter la libre circulation des travailleurs au sein de l'espace économique européen et en Suisse. Sont membres du réseau EURES les services publics des États membres dédiés à l'emploi, les syndicats et les organisations d'employeurs.

## Compléments